# Multicultikomedie
Multicultikomedie is een term die opkwam naar aanleiding van de filmkomedies Shouf Shouf Habibi! en Het schnitzelparadijs, waarin veel allochtone acteurs optraden en waarvan de thema's de nadruk legden op de interactie tussen allochtonen en autochtonen. Later volgden de televisieserie Shouf Shouf! en Het schnitzelparadijs, en de speelfilm 'n Beetje Verliefd  (die net als Shouf Shouf Habibi! en Het schnitzelparadijs een Gouden Film won).